# Cerapachys favosus
Cerapachys favosus är en myrart som först beskrevs av Wheeler 1915.  Cerapachys favosus ingår i släktet Cerapachys och familjen myror. Inga underarter finns listade i Catalogue of Life.